# Блох, Марк Яковлевич
Марк Яковлевич Блох (16 августа 1924, Киев — 16 сентября 2022, Москва) — советский и российский лингвист, доктор филологических наук (1978), профессор (1979), заведующий кафедрой грамматики английского языка Московского педагогического государственного университета, заведующий кафедрой иностранных языков Московской гуманитарно-технической академии, почётный профессор МПГУ (2002), лауреат премии Правительства РФ в области образования (2005), почётный член Российской академии естественных наук (РАЕН), почётный академик Международной академии наук педагогического образования (МАНПО), член Союза писателей России, член Союза журналистов России, член Нью-Йоркского клуба русских писателей (литературный псевдоним: Марк Ленский).

## Биография
Участвовал в Великой Отечественной войне. 
Окончил МГПИИЯ (1951) и аспирантуру МГПИ им. В. И. Ленина (1961). В 1951—1957 годах преподавал в Иркутском государственном педагогическом институте иностранных языков. В 1962 году защитил кандидатскую диссертацию «К вопросу о рамочной конструкции предложения (на материале английского и немецкого языков)», в 1978 году — докторскую «Проблемы парадигматического синтаксиса». С 1988 года заведовал кафедрой грамматики английского языка факультета иностранных языков МПГУ. 
Умер 16 сентября 2022 года. Прах захоронен на Головинском кладбище.

## Научная деятельность
М. Я. Блох вёл исследовательскую работу в области теории английского языка, общего, типологического и германского языкознания, теории перевода, лингводидактики. Автор более 200 научных работ, в том числе известных учебников-монографий «Теоретическая грамматика английского языка» и «Теоретические основы грамматики». Создатель научной школы коммуникативно-парадигматической лингвистики.
М. Я. Блох ввёл в грамматику понятие «диктема» в качестве элементарной ситуативно-тематической единицы текста.

## Награды
Награждён орденом Отечественной войны II степени, медалями «За победу над Германией в Великой Отечественной войне 1941—1945 гг.», «Ветеран труда» и юбилейными медалями. За большой личный вклад и развитие принципиальных положений общей теории языка, создание научно-лингвистической школы и руководство целой плеядой учёных награждён грамотой президента РФ Д. А. Медведева.